# Yeovil Town W.F.C.
Yeovil Town Women Football Club er en engelsk fodboldklub for kvinder, hjemmehørende i Yeovil, Somerset. De er en del af Yeovil Town F.C. og spiller i FA Women's National League.

## Aktuel trup
Oversigten er opdateret til og med 16. august 2019
| Nr. | Land    | Position | Spiller              |
| --- | ------- | -------- | -------------------- |
| 1   | England | MM       | Bethany-May Howard   |
| 2   | Irland  | FO       | Harriet Lambe        |
| 3   | Wales   | FO       | Thierry-Jo Gauvain   |
| 4   | England | FO       | Jodie Chubb          |
| 5   | Wales   | FO       | Rebecca Halford      |
| 6   | England | FO       | Katie Jones          |
| 7   | Wales   | AN       | Sarah Wiltshire      |
| 8   | England | MI       | Charlie Taylor       |
| 9   | England | AN       | Ann-Marie Heatherson |

| Nr. | Land    | Position | Spiller             |
| --- | ------- | -------- | ------------------- |
| 11  | England | AN       | Kelly Aldridge      |
| 12  | Wales   | AN       | Meesha Dudley-Jones |
| 13  | England | MM       | Elena Pearce        |
| 14  | England | MI       | Dan Carlton         |
| 15  | England | FO       | Charlotte Buxton    |
| 18  | England | AN       | Erin Bloomfield     |
| 19  | Jersey  | MI       | Megan Wood          |
|     | England | AN       | Megan Robinson      |